# Invasion (telessérie)
Invasion (Invasão) é uma série de mistério/sobrenatural que foi exibida nos Estados Unidos pela ABC no dia 21 de Setembro de 2005, no Brasil, a série teve sua estreia no dia 13 de Novembro de 2005 pela Warner Channel e tempos depois no SBT, e em Portugal pela RTP1 e FOX Portugal. 
A série contou com apenas 22 episódios (uma temporada completa) e foi cancelada antes de apresentar um final para os telespectadores. Originalmente, a serie teria cinco temporadas.
A Warner disponibilizou em setembro a Série Completa em DVD.

## Sinopse
O guarda florestal Russell Varon, é um pai divorciado de duas crianças, Jesse e Rose e está esperando pelo seu terceiro filho de sua nova esposa, a repórter da TV local Larkin Groves, ambos vivendo na cidade de Homestead, que fica na região dos pântanos de Everglades, no estado da Flórida, nos EUA. Após a cidade ser atingida por um devastador furacão, sendo este na verdade, apenas o começo de algo bem maior, que lançará a todos em uma jornada rumo ao desconhecido.
Cético com as teorias conspiratórias paranoicas de seu impertinente cunhado Dave, Russell, trabalhando com a guarda florestal, Mona Gomez, talvez tenha que rever sua opinião quando uma série de bizarros eventos começam a surgir em sua comunidade. Embora Rose alegue ter visto centenas de luzes flutuando ao redor da água durante a tempestade, Russell inicialmente ignora as afirmações dela, até que ele começa a suspeitar que algo está muito errado com sua ex-mulher, a Dra. Mariel Underlay. Na manhã seguinte à tempestade, Mariel é encontra nua na água, sem nenhuma lembrança do que aconteceu na noite anterior.
Enquanto a devastada cidade se esforça para ser reconstruída, o xerife Tom Underlay, que agora é casado com Mariel e mora com sua filha Kira, levanta suspeitas ao ordenar que toda a cidade fique em quarentena. Russell começa a investigar os estranhos acontecimentos e inconscientemente inicia uma luta pela sobrevivência de sua família, sua comunidade e talvez até de toda a raça humana ao descobrirem a invasão de seres de outro planeta que vivem na água. Esses seres se apossam do corpo dos habitantes criando uma nova raça, chamada por "híbridos".

## Personagens
- William Fichtner como xerife Tom Underlay
- Eddie Cibrian como Russell Varon
- Kari Matchett como Dr. Mariel Underlay
- Lisa Sheridan como Larkin Groves
- Tyler Labine como Dave Groves
- Alexis Dziena como Kira Underlay
- Evan Peters como Jesse Varon
- Ariel Gade como Rose Varon
- Aisha Hinds como Mona Gomez
- Nathan Baesel como deputado Lewis Sirk
- James Frain como Eli Szura
- Michael Mitchell como Derek Culie
- Joshua Gomez como Scott

## Recepção da crítica
Invasion teve recepção geralmente favorável por parte da crítica especializada. Com base de 30 avaliações profissionais, alcançou uma pontuação de 72% no Metacritic. Por votos dos usuários do site, atinge uma nota de 9.0, usada para avaliar a recepção do público.

## Legado
Em 2010, respondendo a pergunta "Você desempenhou um monte de papéis em muitas coisas diferentes na TV e filmes, em qual deles você é mais reconhecido?", William Fichtner disse: "Eu fiz uma série há alguns anos, Invasion, que foi cancelada após uma temporada e isso é um grande porque eu me lembro na época todo mundo estava dizendo que as audiências da Nielsen eram baixas. Este programa não tinha espectadores, ninguém estava assistindo e isso tem que estar no top 3. Muitas pessoas me perguntam se ele iria voltar, e eu só digo que não, foi há 6 anos!". Ele também considerou seu personagem como aquele que ele quer reprisar: "Eu acho que o xerife Tom Underlay em Invasion foi algo que se perdeu por muitas, muitas razões que eu não vou me aprofundar no assunto. Mas havia tanto potencial lá para aquele personagem que era muito maior do que eles se aproveitaram. Acho que o barco que eles perderam estava tomando o personagem e apenas tê-lo ser uma força motriz que você não tinha certeza. Alguém que, a qualquer momento, você nunca poderia realmente descobrir. O que estava acontecendo? O que aconteceu? O que estava certo? O que havia de errado? Eu acho que eles tentaram fazer Underlay mais do mal sombrio, e eu acho que eles perderam um mundo inteiro que poderiam ter explorado naquele show."
Mais tarde, Labine reitera sua declaração sobre o cancelamento do show: "Eu ainda não sei por que esse show foi cancelado. Tivemos ótimos números na audiência, tivemos um bom show, boa aclamação da crítica... Eu não sei. Mas foi um show muito divertido".
Shaun Cassidy fez uma declaração semelhante sobre o cancelamento do show: "Eu acho que havia expectativas irreais de que qualquer show após Lost deveria fazer algo melhor. Mas nenhum show depois do nosso fez algo melhor, então suspeito que alguns dos executivos podem ter se arrependido de tirar nosso show do ar."  À pergunta "De todos os shows que você criou que foram cancelados muito cedo, o que doeu mais ... e por quê?", Cassidy escolheu pessoalmente Invasion porque "foi o mais surpreendente".
Em 2017, Eddie Cibrian nomeou Invasion um de seus "programas favoritos para fazer parte".
Em 2020, um dos roteiristas, Carlos Coto, culpou o horário para o cancelamento do programa: "Eles nos colocaram depois de Lost. Fazia sentido no papel, mas o público não estava à vontade para assistir dois programas ricos em mitologia ao mesmo tempo. Lost foi incrível, mas cansativo, de uma maneira boa (e assim fomos)"

### Futuro enredo da série
Na edição "14-20 de agosto de 2006", o ator Tyler Labine, contou o que o criador Shaun Cassidy havia planejado para a temporada seguinte, dizendo que Cassidy havia dito: "Larkin seria dado como morto. Russell e eu íamos unir forças contra Tom. Tom ia descobrir que sua primeira esposa estava viva e comandando toda a operação militar, e ela era a chefe de Szura."
William Fichtner também afirmou o seguinte sobre o desenvolvimento do enredo: "Havia algo lá que eu achava que era tão bom", disse Fichtner. "Descobriria quem realmente estava orquestrando tudo. Eu nem vi isso vindo de um milhão de milhas de distância. Foi minha primeira esposa, Grace, que entrou no avião comigo. Duas pessoas viveram depois da queda do avião em 1996, não apenas uma. Ela foi em outra direção completamente. É espantoso. Era, "ah, o que você poderia ter feito com isso."

Em 2010, Labine deu uma entrevista que detalhou algumas das ideias para a segunda temporada e todo o show : "A ideia do show era que nunca vamos ganhar. Foi um passo evolutivo. O que estava acontecendo não era uma invasão, era um passo evolutivo. Então, basicamente vamos passar 5 temporadas tentando ganhar esta batalha que não podemos vencer. Foi apenas o fim da natureza humana, a espécie humana, como a conhecemos ". Ele também disse: "Larkin ia voltar como um híbrido evoluído e eu ia me juntar a uma milícia para matá-la.